# Helguero
Helguero war eine argentinische Automarke.

## Unternehmensgeschichte
Oscar Helguero aus Santa Fe begann 1978 mit der Produktion von Automobilen. Der Markenname lautete Helguero. 2007 endete die Produktion.

## Fahrzeuge
Das erste Modell Helguero Renault war ein zweitüriges Coupé. Bei einem Radstand von 210 cm war das Fahrzeug 365 cm lang, 162 cm breit und 100 cm hoch. Ein Vierzylindermotor von Renault mit 58 mm Bohrung, 80 mm Hub, 845 cm³ Hubraum und 34 PS Leistung trieb die Fahrzeuge an. Die Kleinserie umfasste drei Fahrzeuge.
Der Helguero Sport war ein zweitüriger Roadster. Eine Quelle sieht es als Nachbildung des Ferrari TR 60. Die Fahrzeuge waren 405 cm lang, 160 cm breit und 95 cm hoch. Der Sechszylindermotor mit 93,5 mm Bohrung, 98,9 mm Hub (rechnerisch 4074 cm³ Hubraum), angeblich 3620 cm³ Hubraum und 132 PS Leistung kam von Ford. Der Umfang der Kleinserie ist nicht überliefert. Ein Fahrzeug mit belgischen Kennzeichen existiert.